# Alcazarul din Toledo

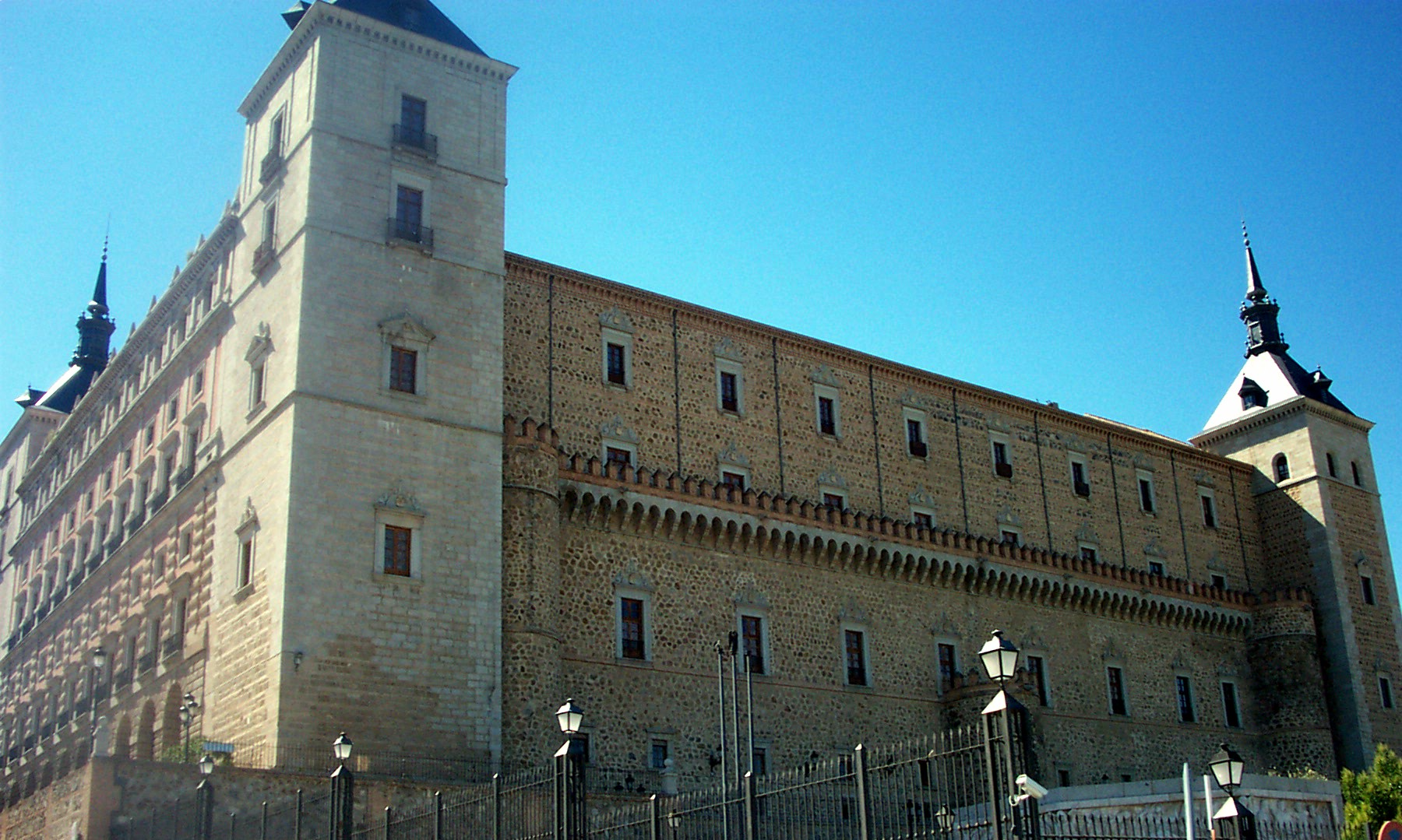
Alcazar din Toledo en 2001

Alcazarul din Toledo este o fortificație construită pe rocă, așezată în partea cea mai înaltă a orașului Toledo, dominând tot orașul.
În sec. III a fost un palat roman. A fost restaurat în timpul lui Alfonso VI și Alfonso X și modificat în 1535.
La jumătatea secolului XIX Ministerul Guvernarii, în timpul reginei Isabel II , a instalat în turnul de sud-est un mecanism telegrafic pentru a primi și trimite mesaje codificate din Madrid până în Cadiz; era turnul telegrafic nr. 10 pe linia Andalucia, creat de Brigadier Mathe. Posturile din această linie telegrafica au fost în localități ca: Aranjuez, Toledo, Consuegra, Ciudad Real, Puertollano y Fuencaliente. Funcționarea ca telegraf optic a fost scurtă din 1848 până în 1857.
În timpul războiului civil a fost folosit de colonel Jose Moscardo ca punct de apărare și rezistență, a fost distrus aproape în totalitate de trupele II Republicii în cursul a 70 zile de asediu.
Posterior a fost reconstruit și acum este bibliotecă și muzeul armatei.